# Regrets (canção de James Brown)
"Regrets" é uma canção escrita por Barbara Wyrick. Originalmente escrita para Marie Osmond, foi gravada por James Brown. Lançada como single em 1980, alcançou o número 63 da parada R&B. Também aparece no álbum People. Escrevendo no The Village Voice, Thulani Davis a descreve como "sentimental, agradável o suficiente, mas não de todo atraente."